# Plattform (datorteknik)
En plattform är i datorteknik den struktur för databearbetning och funktioner som bildas genom en kombination av maskinvara och programvara och hur information lagras. Detta ger de tekniska förutsättningarna för tillämpningsprogram, bland annat datorspel och kontorsprogram.
En plattform avser ofta en viss maskinvara med ett visst operativsystem, men inte nödvändigtvis: den kan också avse en virtuell maskin som återger en kombination av (inte nödvändigtvis existerande) maskinvara och programvara. Plattformen kan också vara en kombination av några eller alla dessa. Att anpassa ett program för en plattform så att det kan köras på en annan kallas att portera programmet.
En datortyp är till exempel en viss spelkonsol, som tillsammans med inbyggd programvara utgör en plattform för TV-spel.

## Exempel
De följande är exempel på olika plattformar:
- Android - operativsystem för mobila enheter, exempelvis smarta mobiltelefoner
- Commodore 64 – specifik kombination av maskinvara och programvara
- DOS – odokumenterade API:n och adresser
- FreeBSD på x86 – operativsystemet blir plattformen då hårdvaran blir rätt irrelevant (på källkodsnivå – maskinkoden fungerar endast på viss maskinvara)
- Linux på x86
- IOS - operativsystem för Iphone, Ipad och Ipod touch
- Java – programspråk och virtuell exekveringsmiljö
- Mac OS Classic – specifik kombination av programvara och maskinvara hårt styrt av en tillverkare
- Microsoft Windows – uppsättning API:n som är mycket specifika för Windows och x86 miljön
- Palm OS
- Playstation – spelkonsol där i synnerhet maskinvaran bestämmer förutsättningarna
- PreCom
- Symbian OS